# Hits+
Hits+ è una raccolta della cantautrice Kylie Minogue, che comprende i singoli, tutte le tracce non uscite e le demo degli album Kylie Minogue del 1994 e Impossible Princess del 1998, sotto etichetta Deconstruction. Non ha ottenuto successo commerciale, essendo una raccolta non pubblicizzata e conosciuta solo tra i fan.
Ha debuttato al quarantunesimo posto della classifica album inglese.

## Tracce
1. Confide in Me – 5:55 – da Kylie Minogue
2. Put Yourself in My Place – 4:12 – da Kylie Minogue
3. Where Is the Feeling? – 4:13 – da Kylie Minogue
4. Some Kind of Bliss – 4:14 – da Impossible Princess
5. Did It Again – 4:16 – da Impossible Princess
6. Breathe – 3:40 – da Impossible Princess
7. Where The Wild Roses Grow (feat. Nick Cave) – 3:58 – da Murder Ballads
8. If You Don't Love Me – 2:11 – B-side di Kylie Minogue
9. Tears – 4:29 – B-side di Impossible Princess
10. Gotta Move On – 3:36 – demo di Kylie Minogue
11. Difficult By Design – 3:43 – demo di Kylie Minogue
12. Stay This Way – 4:35 – demo di Impossible Princess
13. This Girl – 3:08 – demo di Impossible Princess
14. Automatic Love (Acoustic Version) – 4:24
15. Where Has The Love Gone (Reach Motel Mix) – 9:26
16. Take Me With You – 9:11 – demo di Impossible Princess